# Pierreval
Pierreval és un municipi francès situat al departament del Sena Marítim i a la regió de Normandia. L'any 2007 tenia 444 habitants.

## Demografia

### Població
El 2007 la població de fet de Pierreval era de 444 persones. Hi havia 155 famílies de les quals 20 eren unipersonals (8 homes vivint sols i 12 dones vivint soles), 53 parelles sense fills, 78 parelles amb fills i 4 famílies monoparentals amb fills.
La població ha evolucionat segons el següent gràfic:
Habitants censats

### Habitatges
El 2007 hi havia 156 habitatges, 152 eren l'habitatge principal de la família, 1 era una segona residència i 3 estaven desocupats. Tots els 156 habitatges eren cases. Dels 152 habitatges principals, 148 estaven ocupats pels seus propietaris, 3 estaven llogats i ocupats pels llogaters i 1 estava cedit a títol gratuït; 2 tenien dues cambres, 11 en tenien tres, 40 en tenien quatre i 99 en tenien cinc o més. 122 habitatges disposaven pel capbaix d'una plaça de pàrquing. A 50 habitatges hi havia un automòbil i a 97 n'hi havia dos o més.

### Piràmide de població
La piràmide de població per edats i sexe el 2009 era:
| Homes | Edats   | Dones |
| ----- | ------- | ----- |
| 0     | 95 o +  | 0     |
| 0     | 90 a 94 | 0     |
| 0     | 85 a 89 | 0     |
| 0     | 80 a 84 | 0     |
| 4     | 75 a 79 | 4     |
| 0     | 70 a 74 | 12    |
| 4     | 65 a 69 | 0     |
| 12    | 60 a 64 | 8     |
| 12    | 55 a 59 | 16    |
| 12    | 50 a 54 | 0     |
| 20    | 45 a 49 | 20    |
| 8     | 40 a 44 | 20    |
| 24    | 35 a 39 | 8     |
| 8     | 30 a 34 | 12    |
| 4     | 25 a 29 | 8     |
| 8     | 20 a 24 | 12    |
| 4     | 15 a 19 | 8     |
| 0     | 10 a 14 | 16    |
| 16    | 5 a 9   | 8     |
| 20    | 0 a 4   | 4     |

## Economia
El 2007 la població en edat de treballar era de 291 persones, 235 eren actives i 56 eren inactives. De les 235 persones actives 221 estaven ocupades (116 homes i 105 dones) i 14 estaven aturades (8 homes i 6 dones). De les 56 persones inactives 24 estaven jubilades, 17 estaven estudiant i 15 estaven classificades com a «altres inactius».

### Ingressos
El 2009 a Pierreval hi havia 151 unitats fiscals que integraven 435 persones, la mediana anual d'ingressos fiscals per persona era de 20.633 €.

### Activitats econòmiques
Dels 6 establiments que hi havia el 2007, 3 eren d'empreses de construcció, 1 d'una empresa de comerç i reparació d'automòbils, 1 d'una empresa de serveis i 1 d'una empresa classificada com a «altres activitats de serveis».
Dels 3 establiments de servei als particulars que hi havia el 2009, 1 era una lampisteria, 1 electricista i 1 perruqueria.
L'any 2000 a Pierreval hi havia 5 explotacions agrícoles.

## Equipaments sanitaris i escolars
El 2009 hi havia 1 escola maternal integrada dins d'un grup escolar amb les comunes properes formant una escola dispersa i 1 escola elemental integrada dins d'un grup escolar amb les comunes properes formant una escola dispersa.

## Poblacions més properes
El següent diagrama mostra les poblacions més properes.